# River Roddlesworth
Der River Roddlesworth ist ein Wasserlauf in Lancashire, England. Er entsteht am westlichen Fuß des Cartridge Hill und fließt in nördlicher Richtung. Er durchfließt die an einander anschließenden Stauseen des Upper Roddlesworth Reservoir und Lower Roddlesworth Reservoir. Er kreuzt zunächst den M65 motorway und dann den Leeds and Liverpool Canal, bevor er am westlichen Rand von Blackburn in den River Darwen mündet.